# اثیر (عنصر باستانی)
در دانش باستانی و قرون وسطایی اثیر (یونانی باستان: αἰθήρ) یا اتر یا عنصر پنجم (به انگلیسی: quintessence) جوهری است که گیتی را فرای مرزهای زمینی (بر فراز کرهٔ هوا) پر می‌کند و عناصر چهارگانه (آب، هوا، خاک و آتش) را در کنار هم نگه داشته‌است. از مفهوم اثیر در نظریه‌های بسیاری برای توضیح پدیده‌های طبیعی استفاده شده‌است.
در کتاب ایلیاد اثر هومر ترجمه سعید نفیسی آمده است که؛
همچنان که آتش ویران کننده‌ای جنگل پهناوری را برفراز کوه در بر می‌گیرد،
فروغ آن از دور می‌درخشد، پرتو تابناک سلاح‌های آهنین لشکریان آخائی نیز، هنگامی که راه می‌پیمودند از اثیر می‌گذشت و تا به آسمان‌ها بالا میرفت.
در شاهنامه فردوسی نیز ماجرای اثیر به صورت شعری بلند و زیبا در ابتدای کتاب گفته شده.